# Nobu Naruse
Nobu Naruse (成瀬野生) est un fondeur japonais, né le 8 juillet 1984 à Hakuba.

## Biographie
Actif au niveau continental à partir de 2001, il fait ses débuts en Coupe du monde en mars 2004. Il marque son premier point en mars 2006 à Sapporo (30e), aussi lieu de sa première sélection en mondial en 2007 (52e du quinze kilomètres). En 2009, il finit notamment 23e des Finales de Falun, où il est 17e d'une étape (poursuite sur 20 kilomètres).
Aux Jeux olympiques d'hiver de 2006, à Turin, il est 58e de la poursuite, 41e du quinze kilomètres classique et abandonne sur le cinquante kilomètres libre.
Aux Championnats du monde des moins des 23 ans 2007, à Tarvisio, il est médaillé de bronze au quinze kilomètres libre.
Aux Jeux olympiques d'hiver de 2010, à Vancouver, il arrive 49e du quinze kilomètres libre, 39e de la poursuite, 13e du sprint par équipes et 35e du cinquante kilomètres classique. Cet hiver, il remporte pour la première fois le classement général de la Coupe d'Asie de l'Est, dont il est aussi vainqueur en 2013.
Aux Championnats du monde 2011, à Oslo, il obtient notamment la 6e place du relais et réalise sa meilleure performance individuelle avec une 48e place sur le sprint. Après trois ans sans top 30, il marque des points de nouveau en Coupe du monde en 2013 au sprint de Sotchi (27e).
Aux Jeux olympiques d'hiver de 2014, à Sotchi, il se classe 16e avec le relais, pour sa seule course au programme. Il s'agit de son ultime compétition internationale dans le sport.

## Palmarès

### Jeux olympiques d'hiver
| Épreuve / Édition     | Épreuve / Édition     | Turin 2006                       | Vancouver 2010                   | Sotchi 2014                      |
| Sprint par équipes    | Sprint par équipes    | -                                | 13e                              | 15e                              |
| 15 km Libre           | 15 km Libre           | Épreuve inexistante à cette date | 49e                              | Épreuve inexistante à cette date |
| 15 km Classique       | 15 km Classique       | 41e                              | Épreuve inexistante à cette date | 29e                              |
| Poursuite / Skiathlon | Poursuite / Skiathlon | 58e                              | 39e                              | 28e                              |
| 50 km Libre           | 50 km Libre           | Abandon                          | Épreuve inexistante à cette date | 29e                              |
| 50 km Classique       | 50 km Classique       | Épreuve inexistante à cette date | 35e                              | Épreuve inexistante à cette date |
| Relais 4 × 10 km      | Relais 4 × 10 km      |                                  |                                  | 16e                              |

### Championnats du monde
| Épreuve / Édition           | Sprint                           | Sprint                           | 15 km                            | 15 km                            | Poursuite / Skiathlon 2 × 15 km | 50 km | Relais | Relais    |
| Épreuve / Édition           | libre                            | classique                        | libre                            | classique                        | Poursuite / Skiathlon 2 × 15 km | 50 km | Sprint | 4 × 10 km |
| Mondiaux 2007 Sapporo       | Épreuve inexistante à cette date | -                                | 52e                              | Épreuve inexistante à cette date | —                               | —     | -      | —         |
| Mondiaux 2011 Oslo          | 48e                              | Épreuve inexistante à cette date | Épreuve inexistante à cette date | -                                | 56e                             | 56e   | -      | 6e        |
| Mondiaux 2013 val di Fiemme | Épreuve inexistante à cette date | -                                | 54e                              | Épreuve inexistante à cette date | —                               | —     | -      | 8e        |

Légende :
- : pas d'épreuve
- — : non disputée par Naruse

### Coupe du monde
- Meilleur classement général : 106e en 2009.
- Meilleur résultat individuel : 17e.

#### Classements en Coupe du monde
| Année     | Classement général final | Classement distance | Classement sprint |
| 2005-2006 | 180e                     | 129e                |                   |
| 2008-2009 | 106e                     | 82e                 |                   |
| 2009-2010 | 127e                     | 101e                | 115e              |
| 2012-2013 | 159e                     |                     | 102e              |

### Championnats du monde des moins de 23 ans
- Tarvisio 2007
  -  Médaille de bronze au quinze kilomètres libre.

### Jeux asiatiques
- Changchun 2007 :
- Médaille d'argent au relais.
- Almaty 2011 :
- Médaille d'argent au 15 km libre.
  -  Médaille d'argent au relais.
  -  Médaille d'argent au sprint par équipes.